# Amesyt
Amesyt – minerał z grupy serpentynitu, będący wodorotlenekiem krzemianu magnezowo-glinowego. Jest minerałem rzadkim. Nazwa upamiętnia współwłaściciela Chester Emery Mines w Massachusetts J.T. Amesa (1810-1883).

## Właściwości
Krystalizuje w układzie trójskośnym. Wykształca psuedoheksagonalne kryształy słupowe i płytkowe. Powszechnie tworzy postacie sześciokrotnych zbliźniaczeń sektorowych oraz polisyntetycznych. Występuje w skupieniach ziarnistych oraz łuseczkowych. Jest minerałem kruchym, przezroczystym bądź przeświecającym. Posiada najczęściej szklisty lub perłowy połysk. Zazwyczaj barwy białej, zielonkawej lub fioletowej; okazy z zawartością chromu są zazwyczaj od różowego do liliowego. Odmiana ta wykazuje zmienność barwy w zależności od rodzaju światła. W dziennym są szaroróżowawe, a w wolframowym czerwone.

## Występowanie
Powstaje jako produkt metamorfizmu niskiego stopnia skał bogatych w glin i magnez. Współwystępuje z wezuwianitem, klinochlorem, rutylem, magnetytem, uwarowitem, diasporem, grossularem, analcymem, kalcytem, diopsydem, klinozoisytem i chromitem. Występuje na Uralu w Rosji (amesyt chromowy), Szwecji, RPA, Kanadzie (Quebec), USA (Massachusetts, Kalifornia), Chinach i na Antarktydzie. W Polsce odnaleziony w okolicach Tąpadeł oraz Góry Ślęży k. Sobótki na Dolnym Śląsku.

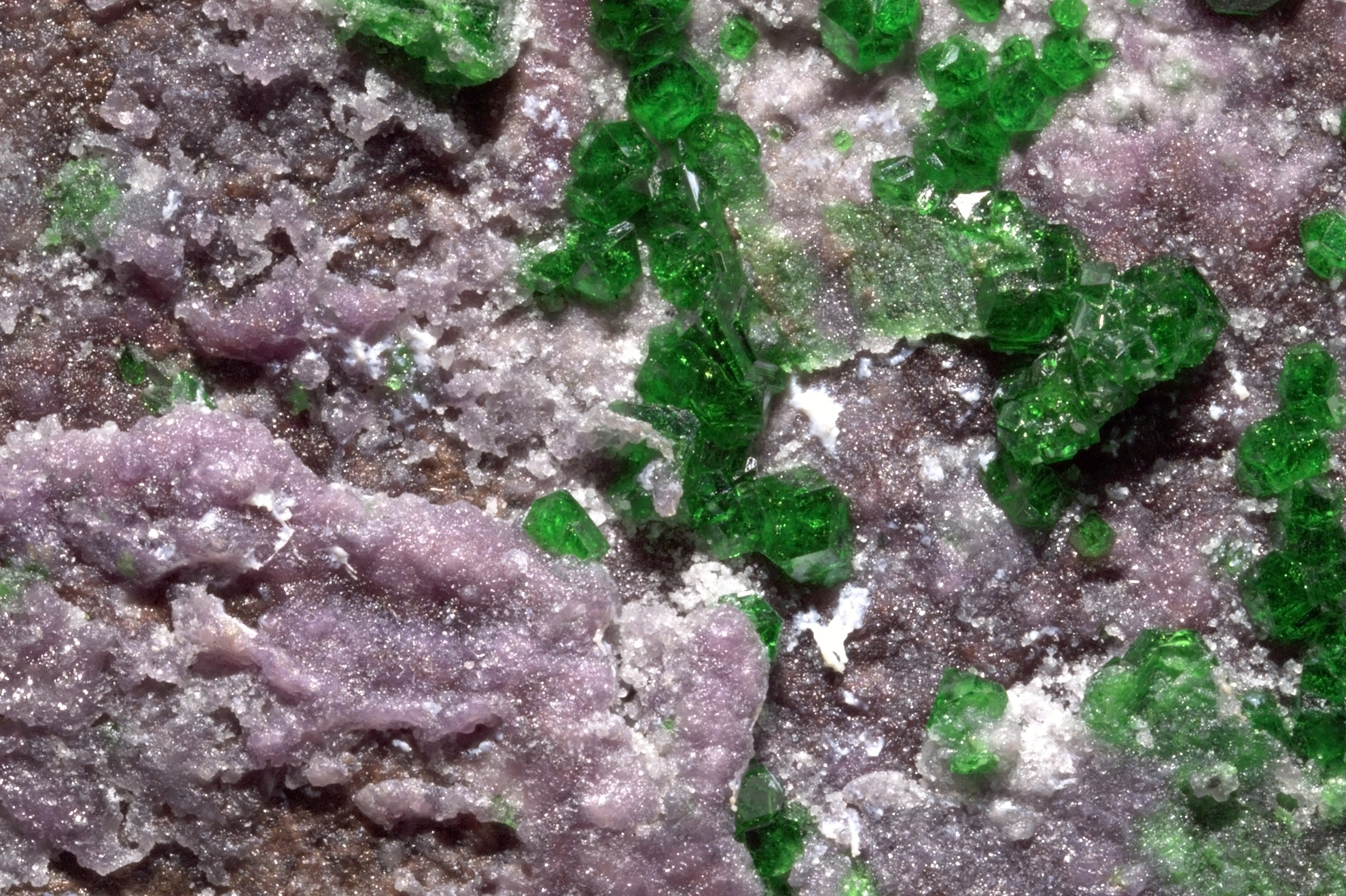
różowy okaz w towarzystwie uwarowitu